# Sean Fraser (homme politique)
Pour les articles homonymes, voir Sean Fraser et Fraser.
Sean Simon Andrew Fraser, né le 1er juin 1984 à Antigonish, est un avocat et homme politique canadien.
Membre du Parti libéral du Canada, Fraser représente la circonscription de Nova-Centre à la Chambre des communes du Canada depuis les élections fédérales de 2015.
En 2021, il est nommé ministre de l'Immigration, des Réfugiés et de la Citoyenneté puis en 2023, ministre du Logement, de l'Infrastructure et des Collectivités . En 2025, il est nommé Ministre de la Justice et procureur général du Canada et ministre de l'Agence de promotion économique du Canada atlantique par Mark Carney.

## Biographie

### Jeunesse et études
Né le 1er juin 1984 à Antigonish en Nouvelle-Écosse, Sean Simon Andrew Fraser est élevé à Merigomish dans le comté de Pictou, en Nouvelle-Écosse. Il obtient un baccalauréat ès sciences de l'Université Saint-Francis-Xavier en 2006. Sean Fraser étudie ensuite le droit à l'Université Dalhousie et à l'université de Leyde aux Pays-Bas, où il obtient son diplôme en 2009.

### Carrière juridique
Il passe 3 ans à travailler à Calgary en tant qu'associé chez Blake, Cassels & Graydon LLP. Il travaille également pour une ONG en Afrique du Sud.

### Carrière politique
Élu député de la circonscription de Nova-Centre à la Chambre des communes lors des élections de 2015,, Sean Fraser devient secrétaire parlementaire à la ministre de l'Environnement et du Changement climatique le 31 octobre 2018. À la suite des élections fédérales canadiennes de 2019, il devient secrétaire parlementaire à la ministre de la Prospérité de la classe moyenne et au ministre des Finances le 12 décembre 2019.
Sean Fraser entre finalement au conseil des ministres après les élections fédérales canadiennes de 2021. Le 26 octobre 2021, il devient ministre de l'Immigration, des Réfugiés et de la Citoyenneté, puis en 2023, ministre du Logement, de l'Infrastructure et des Collectivités . En 2025, il est nommé Ministre de la Justice et procureur général du Canada et ministre de l'Agence de promotion économique du Canada atlantique par Mark Carney.

## Résultats électoraux
|       | Candidat               | Parti        | # de voix | % des voix |
|       | Fred DeLorey           | Conservateur | +11 407,  | 25,91 %    |
|       | Sean Fraser            | Libéral      | +25 666,  | 58,29 %    |
|       | Ross Landry (en)       | NPD          | +04 466,  | 10,14 %    |
|       | David Hachey           | Vert         | +01 901,  | 4,32 %     |
|       | Alexander J. MacKenzie | Indépendant  | +00591,   | 1,34 %     |
| Total | Total                  | Total        | 44 031    | 100 %      |